# Parlamentní volby v Kamerunu v roce 1992
Parlamentní volby v Kamerunu se konaly 1. března 1992. Byly to první kamerunské volby do Národního shromáždění od roku 1964, ve kterých mohlo kandidovat více politických stran. Volby však byly bojkotovány Sociálně demokratickou frontou (SDF) a Kamerunskou demokratickou unií (CDU). Ve volbách zvítězila vládnoucí strana Kamerunské lidové demokratické hnutí (RDPC), která v Národním shromáždění obsadila 88 ze 180 křesel. Oficiální volební účast byla 60,7 %. Mezi zvolenými poslanci bylo 22 žen.

## Volební výsledky
| Politická strana                            | Hlasy     | %       | Mandáty | */- |
| ------------------------------------------- | --------- | ------- | ------- | --- |
| Kamerunské lidové demokratické hnutí        | 981 718   | 45,95 % | 88      | ▼92 |
| Národní unie pro demokracii a pokrok        | 746 740   | 34,95 % | 68      | ▲68 |
| Svaz lidu Kamerunu                          | 189 534   | 8,87 %  | 18      | ▲18 |
| Hnutí za obranu republiky                   | 87 440    | 4,09 %  | 6       | ▲6  |
| Kamerunská strana demokratů                 | 37 131    | 1,74 %  | 0       | -   |
| Národní strana pokroku                      | 17 094    | 0,80 %  | 0       | -   |
| Strana lidové solidarity                    | 15 908    | 0,74 %  | 0       | -   |
| Svaz kamerunských republikánů               | 10 248    | 0,48 %  | 0       | -   |
| Kamerunská lidová republikánská strana      | 7 930     | 0,37 %  | 0       | -   |
| Konzervativní republikánská strana          | 4 809     | 0,23 %  | 0       | -   |
| Kamerunské shromáždění pro republiku        | 4 520     | 0,21 %  | 0       | -   |
| Shromáždění vlasteneckých sil               | 4 213     | 0,20 %  | 0       | -   |
| Sociálně demokratická unie                  | 3 582     | 0,17 %  | 0       | -   |
| Sociální unie Kamerunu                      | 3 579     | 0,17 %  | 0       | -   |
| Nacionalismus pacifistů Kamerunu            | 3 280     | 0,15 %  | 0       | -   |
| Lidová akční strana                         | 2 952     | 0,14 %  | 0       | -   |
| Strana liberální aliance                    | 2 882     | 0,13 %  | 0       | -   |
| Přeskupení nacionalistických sil            | 2 504     | 0,12 %  | 0       | -   |
| PDVC                                        | 2 060     | 0,10 %  | 0       | -   |
| Sjednocená socialistická strana             | 1 800     | 0,08 %  | 0       | -   |
| OROC                                        | 1 729     | 0,08 %  | 0       | -   |
| Strana sjednocených pracujících Kamerunu    | 1 445     | 0,07 %  | 0       | -   |
| Kamerunská strana pracujících a rolníků     | 824       | 0,04 %  | 0       | -   |
| Národní shromáždění pro demokracii a pokrok | 772       | 0,04 %  | 0       | -   |
| Kamerunská národní aliance                  | 425       | 0,02 %  | 0       | -   |
| Kamerunská národní strana                   | 387       | 0,02 %  | 0       | -   |
| Kamerunské sociálně demokratické sdružení   | 228       | 0,01 %  | 0       | -   |
| Parti des Fourmis Devient                   | 168       | 0,01 %  | 0       | -   |
| Kamerunská unie dobročinnosti               | 110       | 0,01 %  | 0       | -   |
| další politické strany                      | 656       | 0,03 %  | 0       | -   |
| Celkem                                      | 2 136 668 | 100 %   | 180     |     |
|                                             |           |         |         |     |
| Platných hlasů                              | 2 136 668 | 87,73 % |         |     |
| Neplatných hlasů                            | 298 898   | 12,27 % |         |     |
| Celkem hlasů                                | 2 435 566 | 100 %   |         |     |
| Registrovaných voličů/volební účast         | 4 010 558 | 60,73 % | .       | .   |